# Mistrzostwa Ameryki Północnej, Środkowej i Karaibów w Piłce Siatkowej Kobiet 2003
XVIII Mistrzostwa Ameryki Północnej, Środkowej i Karaibów w piłce siatkowej kobiet odbyły się w 2003 roku w Santo Domingo w Dominikanie. W mistrzostwach wystartowało 7 reprezentacji. Mistrzem została po raz czwarty reprezentacja Stanów Zjednoczonych.

## Klasyfikacja końcowa
| Miejsce | Reprezentacja     |
| ------- | ----------------- |
|         | Stany Zjednoczone |
|         | Kuba              |
|         | Dominikana        |
| 4.      | Kanada            |
| 5.      | Portoryko         |
| 6.      | Kostaryka         |
| 7.      | Trynidad i Tobago |